# Ceragenia insulana
Ceragenia insulana är en skalbaggsart som beskrevs av Fisher 1943. Ceragenia insulana ingår i släktet Ceragenia och familjen långhorningar.
Artens utbredningsområde är Panama. Inga underarter finns listade.